# Vlaole
Vlaole (kyrillisch: Влаоле) ist ein aromunisches (walachisches) Dorf in der Gemeinde Majdanpek und im Bezirk Bor im Osten Serbiens. Das Dorf liegt am Fluss Pek.

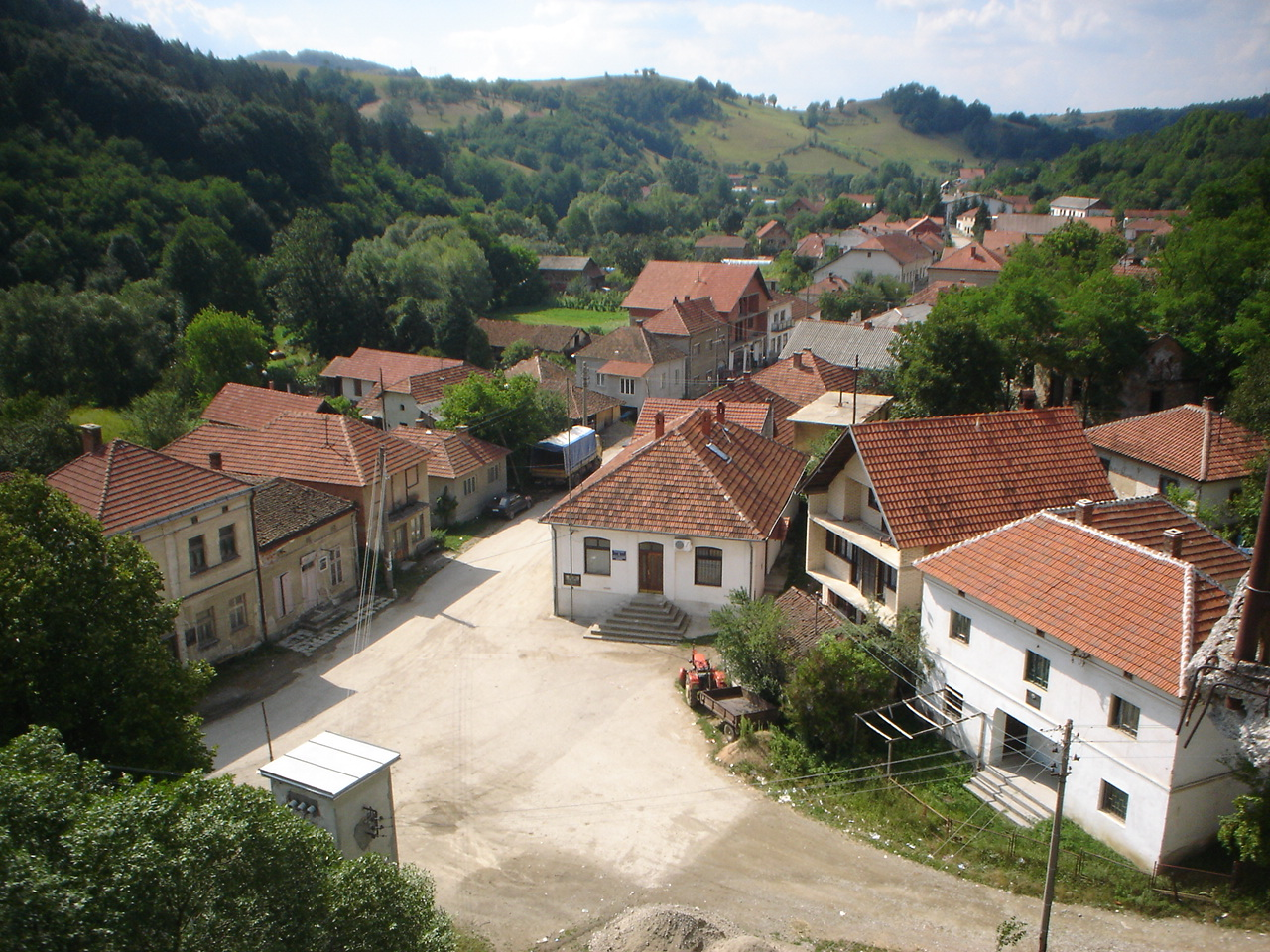
Blick auf Vlaole

## Einwohner
Die Volkszählung 2002 (Eigennennung) ergab, dass 767 Menschen in dem Dorf Vlaole leben.
Frühere Volkszählungen:
- 1948: 923
- 1953: 966
- 1961: 1027
- 1971: 905
- 1981: 920
- 1991: 920